# Anxiety (Burlinda's Theme)
Anxiety (Burlinda's Theme) è un singolo della cantante statunitense JoJo, pubblicato il 1º ottobre 2021 come secondo estratto dall'EP Trying Not to Think About It.

## Descrizione
Nel brano l'artista rappresenta la sua ansia e depressione, dandole il nome "Burlinda", e cerca di rompere con la parte ansiosa di se stessa come se fosse un partner tossico. JoJo nota che, sebbene sia ancora colpita dall'ansia, sta lentamente imparando a lavorare con questa parte di sé.

## Video musicale
Il videoclip di accompagnamento, diretto da Alfredo Flores (già regista di altri video musicali dell'artista), è stato pubblicato sul canale YouTube di JoJo il 1º ottobre 2021.
Il video è la rappresentazione di una pubblicità di un farmaco psicotropo fittizio, chiamato "Tryesta". La cantante gioca con gli usi di queste pubblicità, ricreando le immagini comunemente usate per trasmettere la drammatica efficacia di un dato farmaco. Nel video fanno un cameo anche Lauren Jauregui e Omarion.

## Tracce
Download digitale
1. Anxiety (Burlinda's Theme) – 4:05